# طالقة (إشبيلية)
طَالِقَة شمال شنت بُنص (Santiponce) الحديثة 9 كم شمال غرب إشبيلية في جنوب إسبانيا ، كانت مستوطنة إيطالقية أسسها الجنرال الروماني شيبيون في مقاطعة باطقة. كانت مسقط رأس الأباطرة الرومان تراجان وهادريان وربما ثيودوسيوس. ازدهرت في عهد هادريان ، وأصبحت مركزًا حضريًا متقنًا وحققت مكانة سياسية واقتصادية مهمة في المنطقة. تقع مدينة شنت بُنص الحديثة فوق مستوطنة ما قبل العصر الإيبيري الروماني وجزء من المدينة الرومانية المحفوظة جيدًا.

## معرض الصور

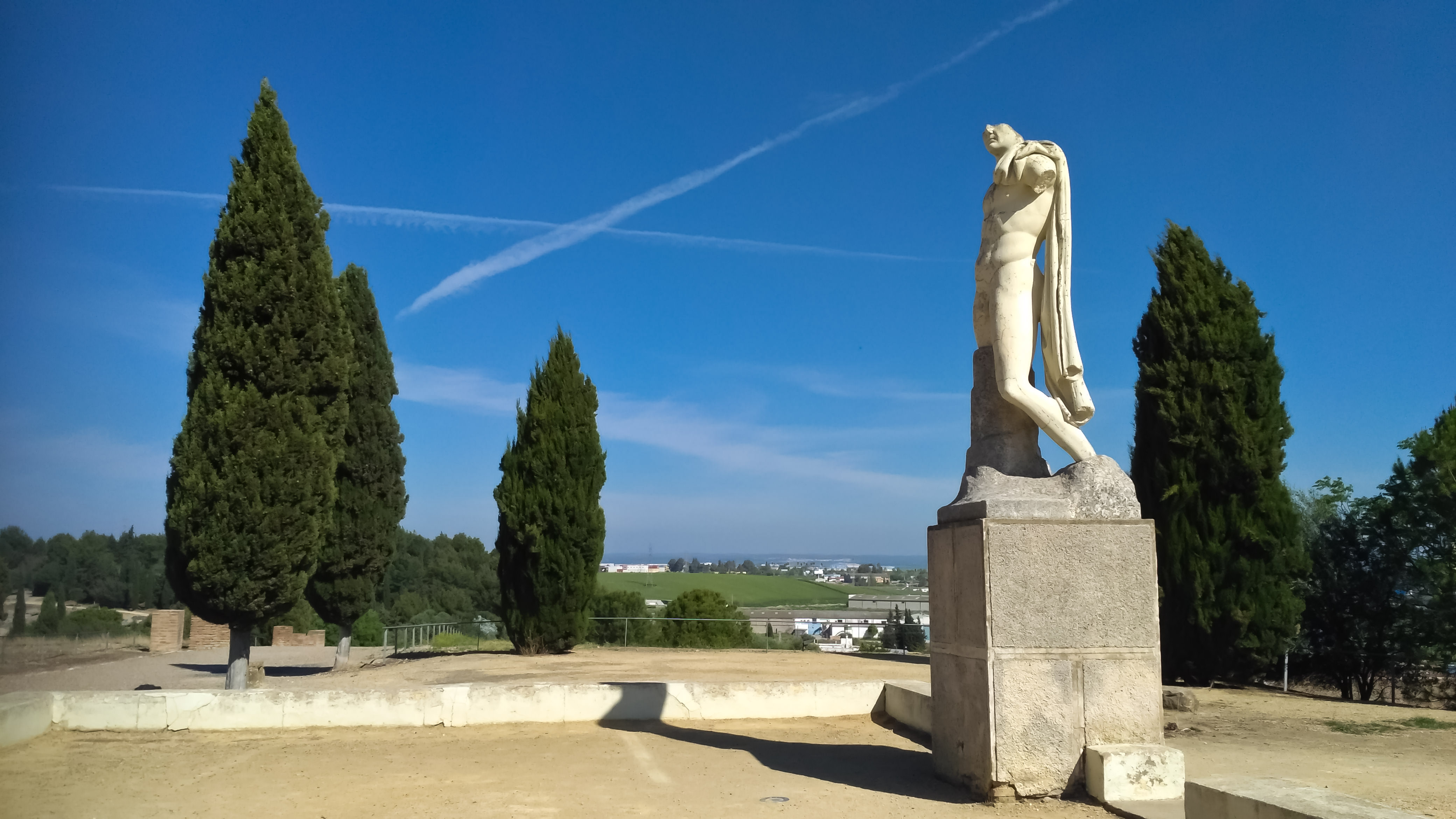
تمثال تراجان
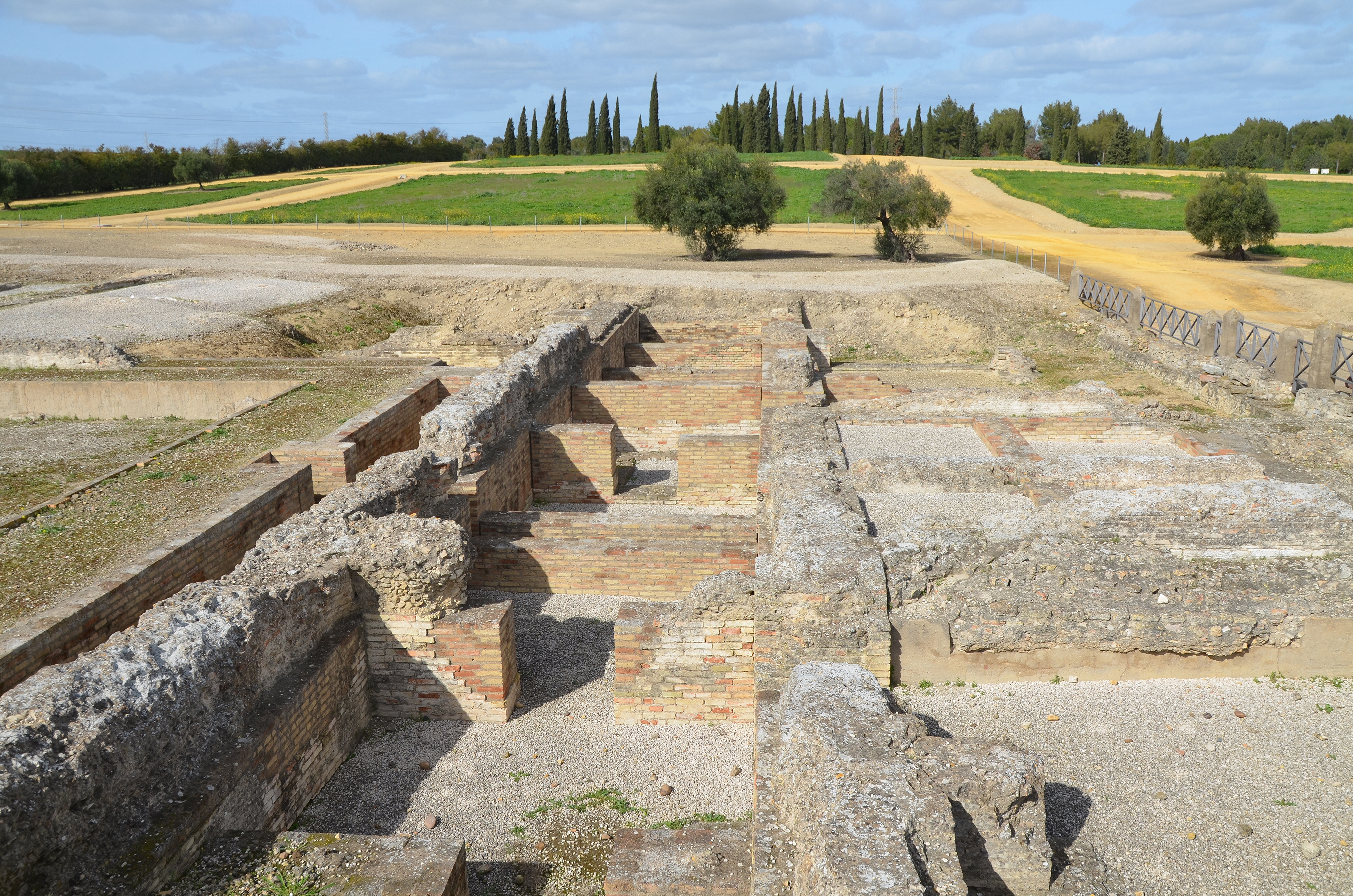
الحمامات الرئيسية في طالقة: حمامات هادريان
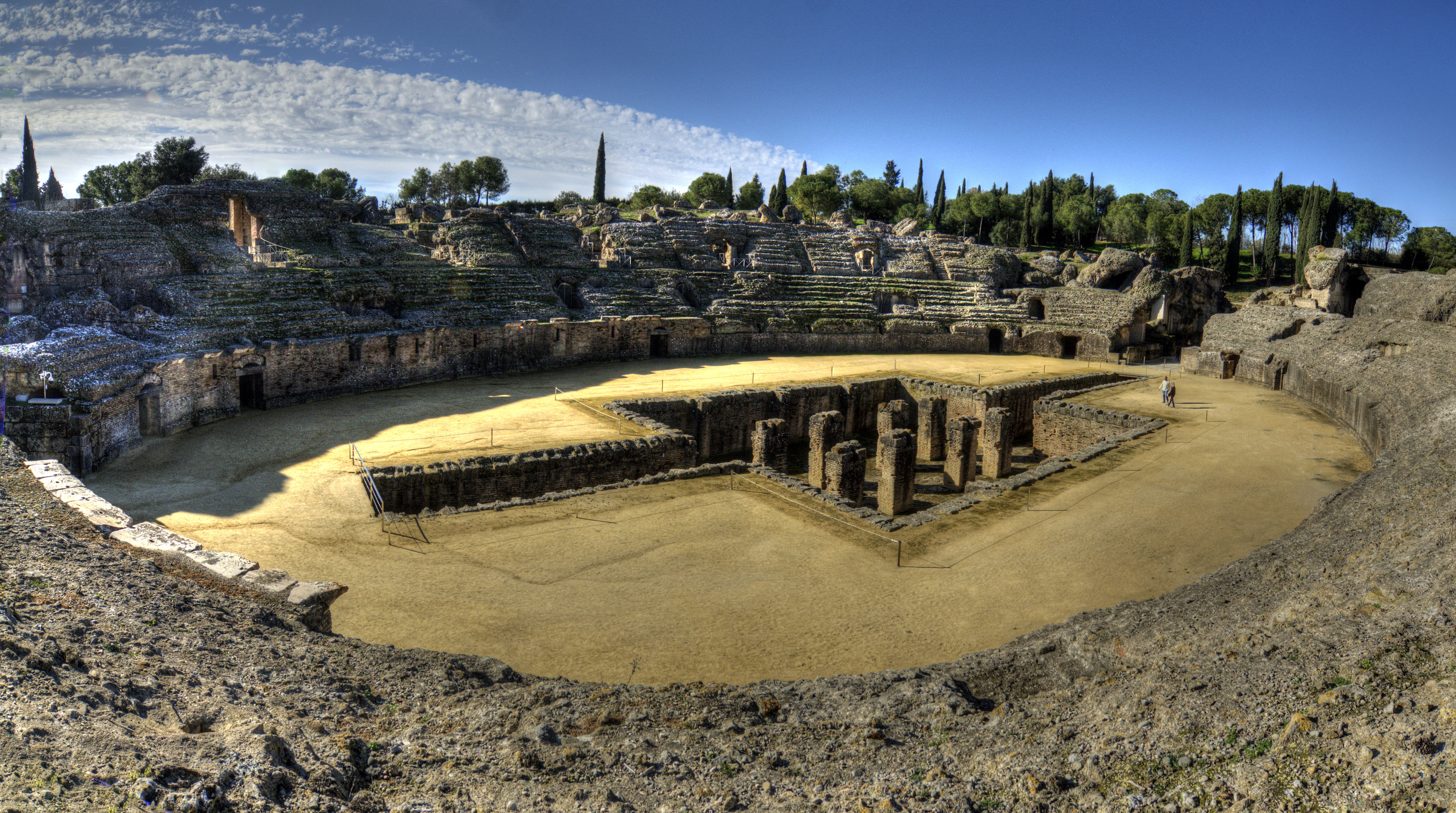
المدرج الرومي في طالقة
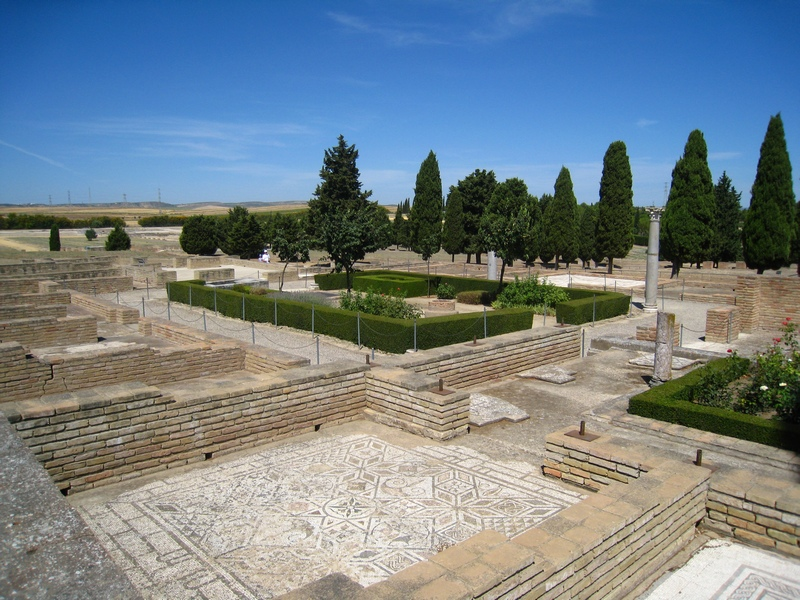
الفسيفساء في طالقة
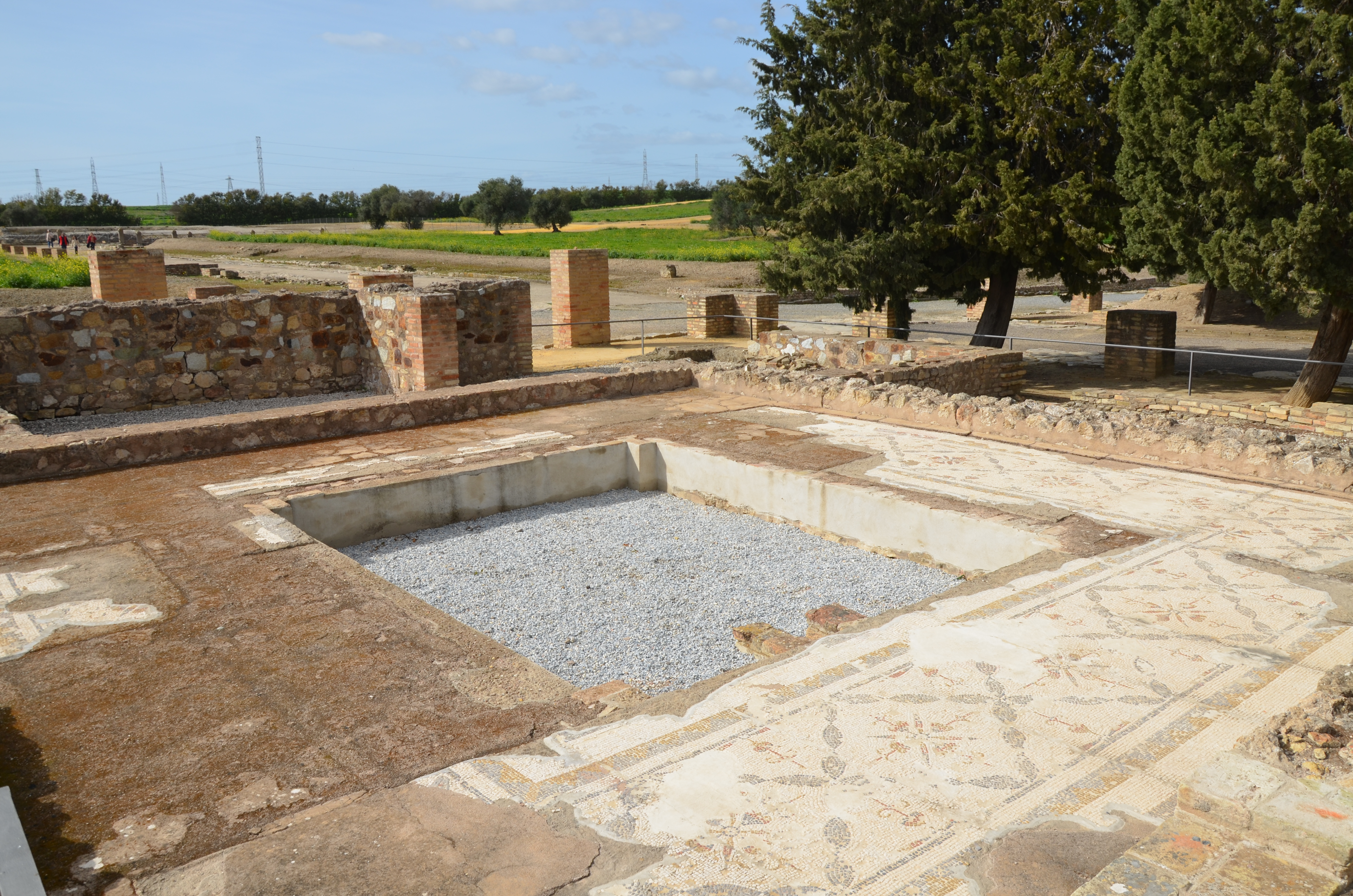
بيت القبة السماوية
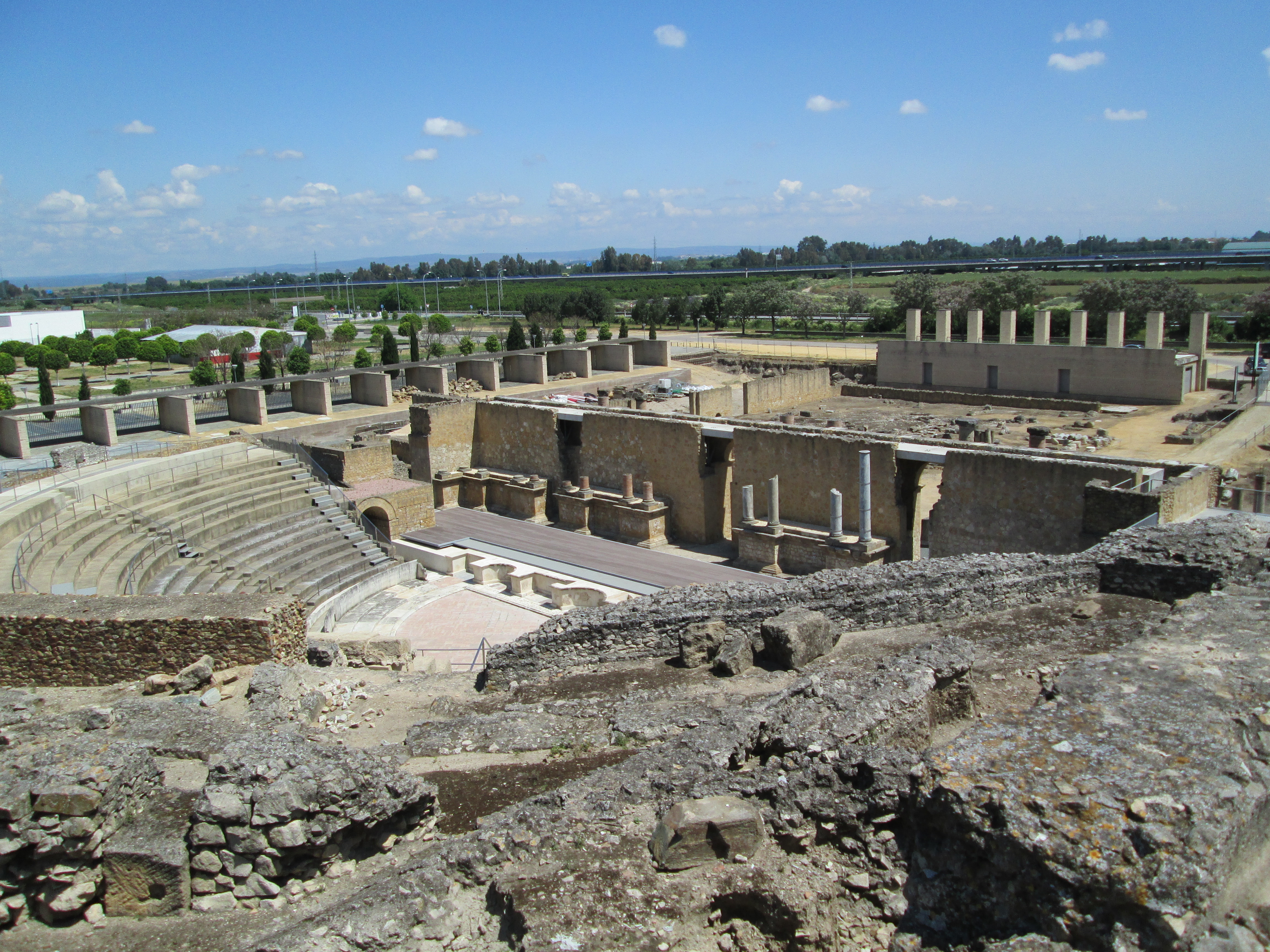
المسرح الرومي القديم
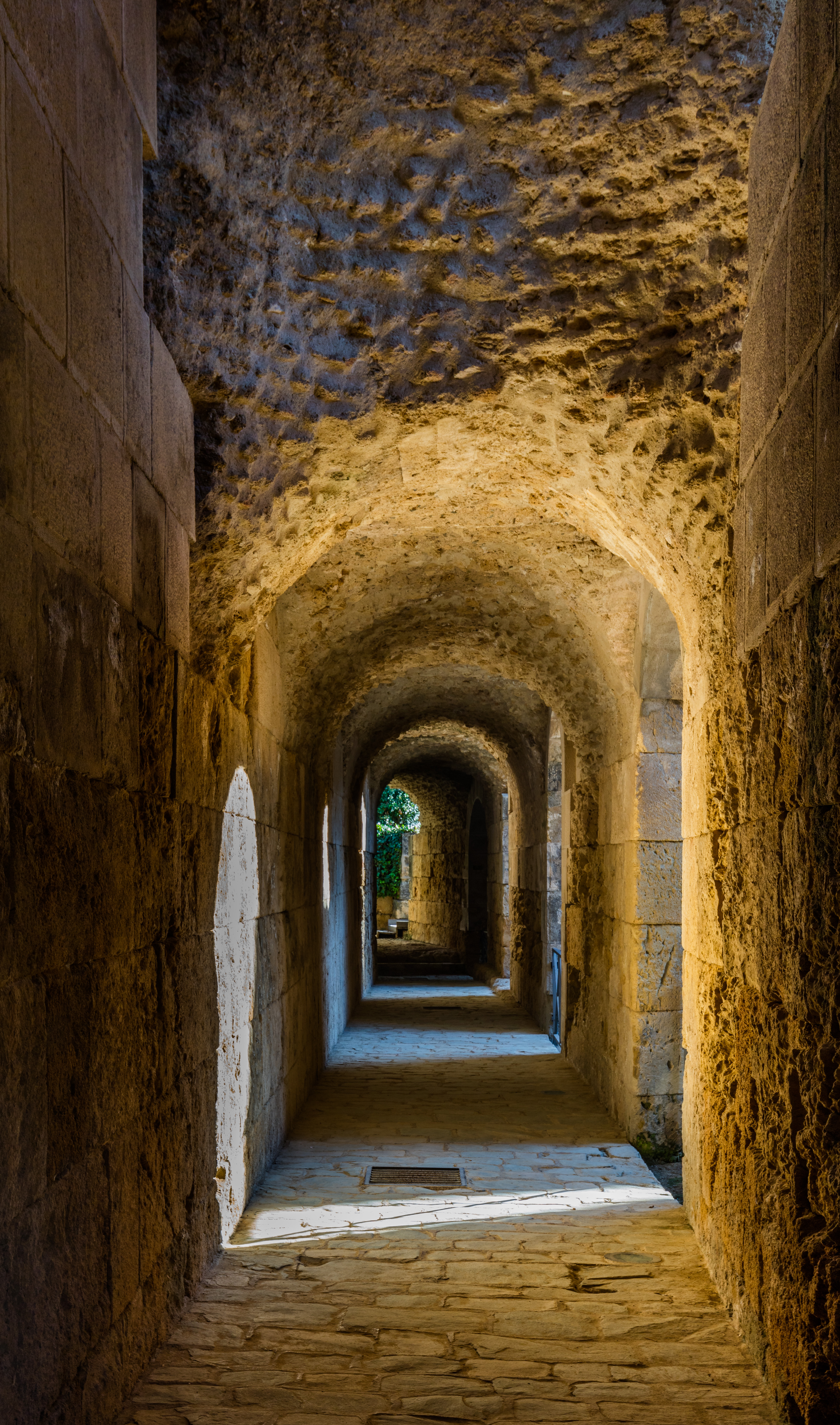
قبو في المدرج
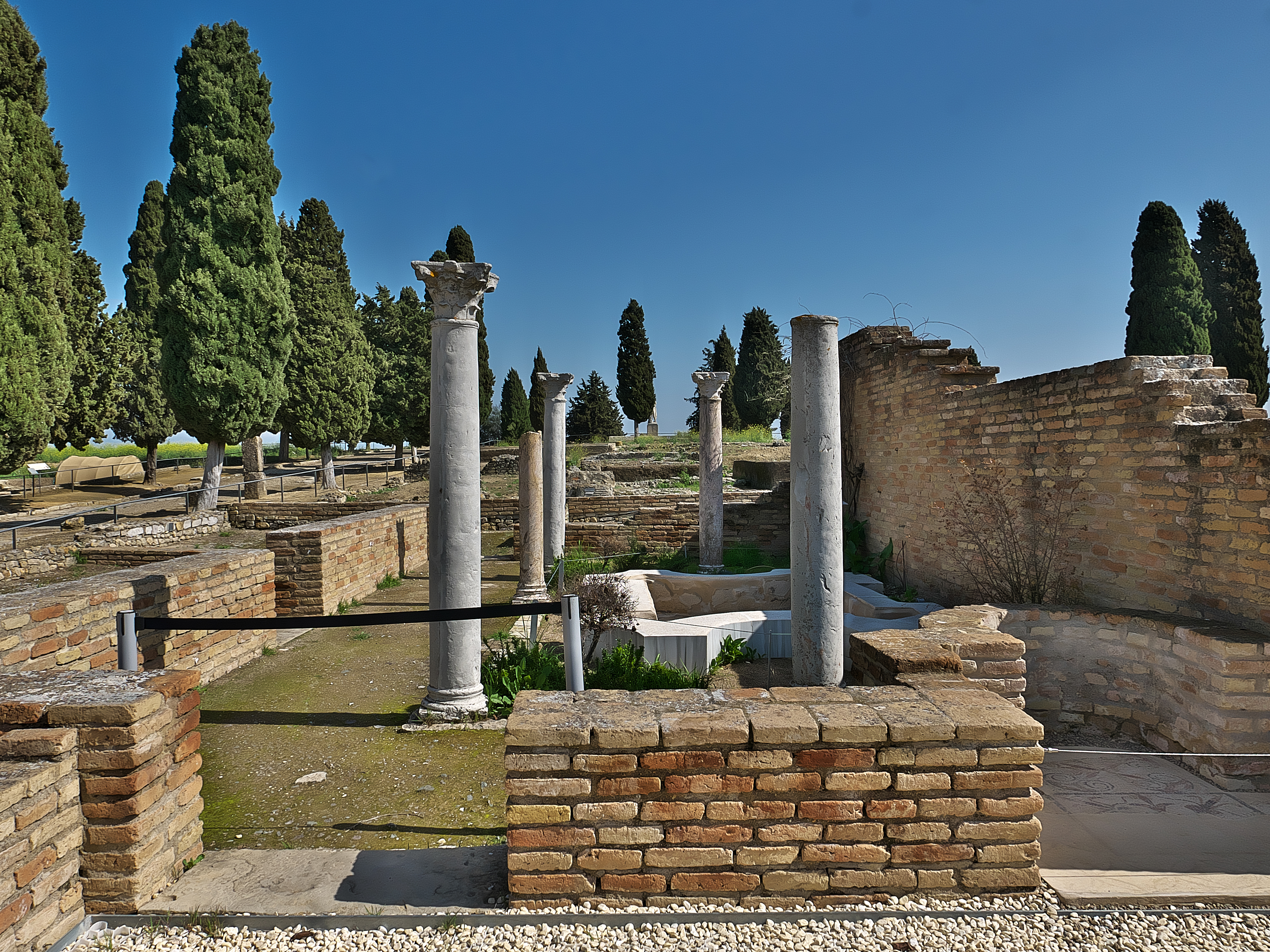
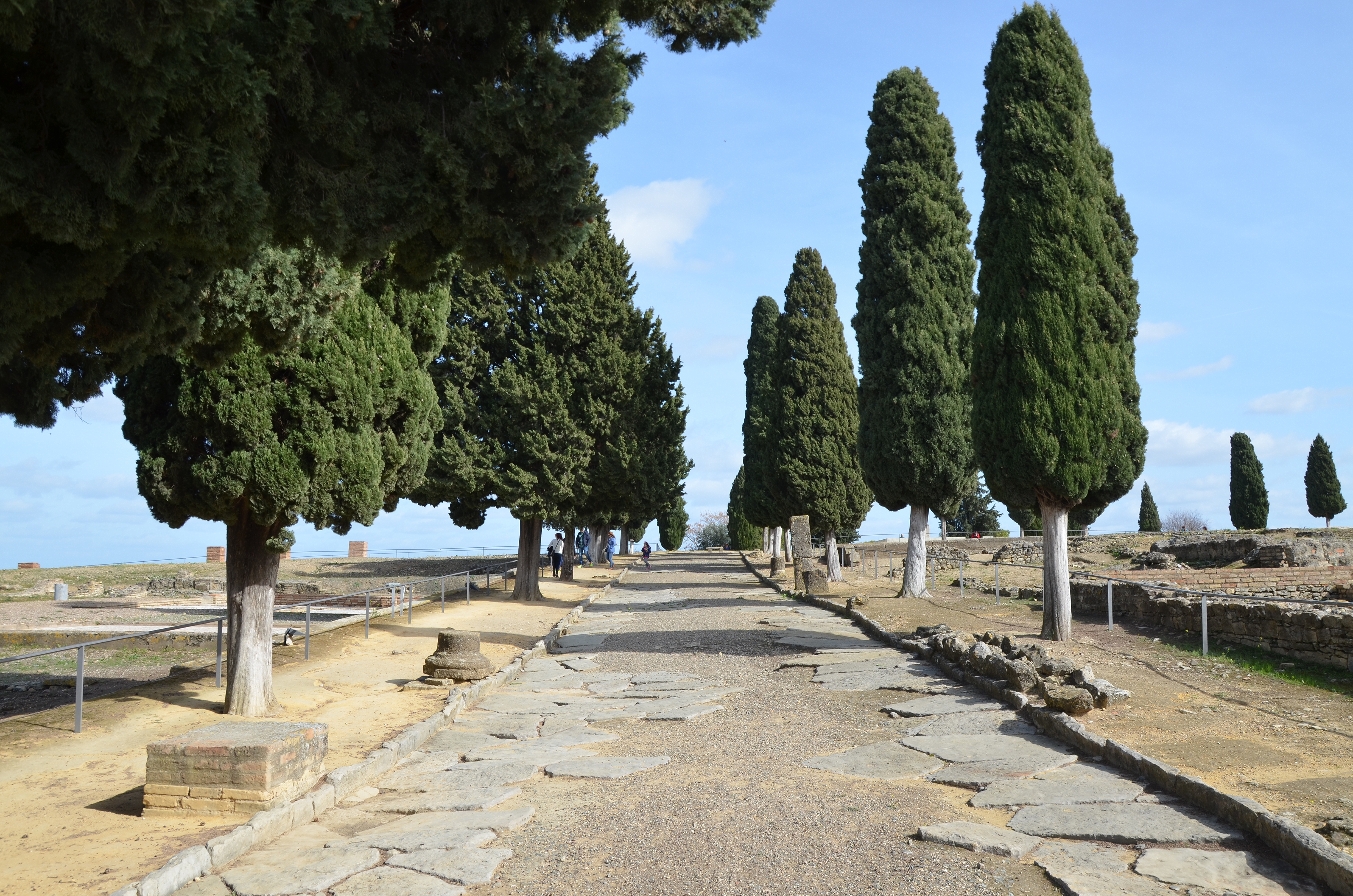
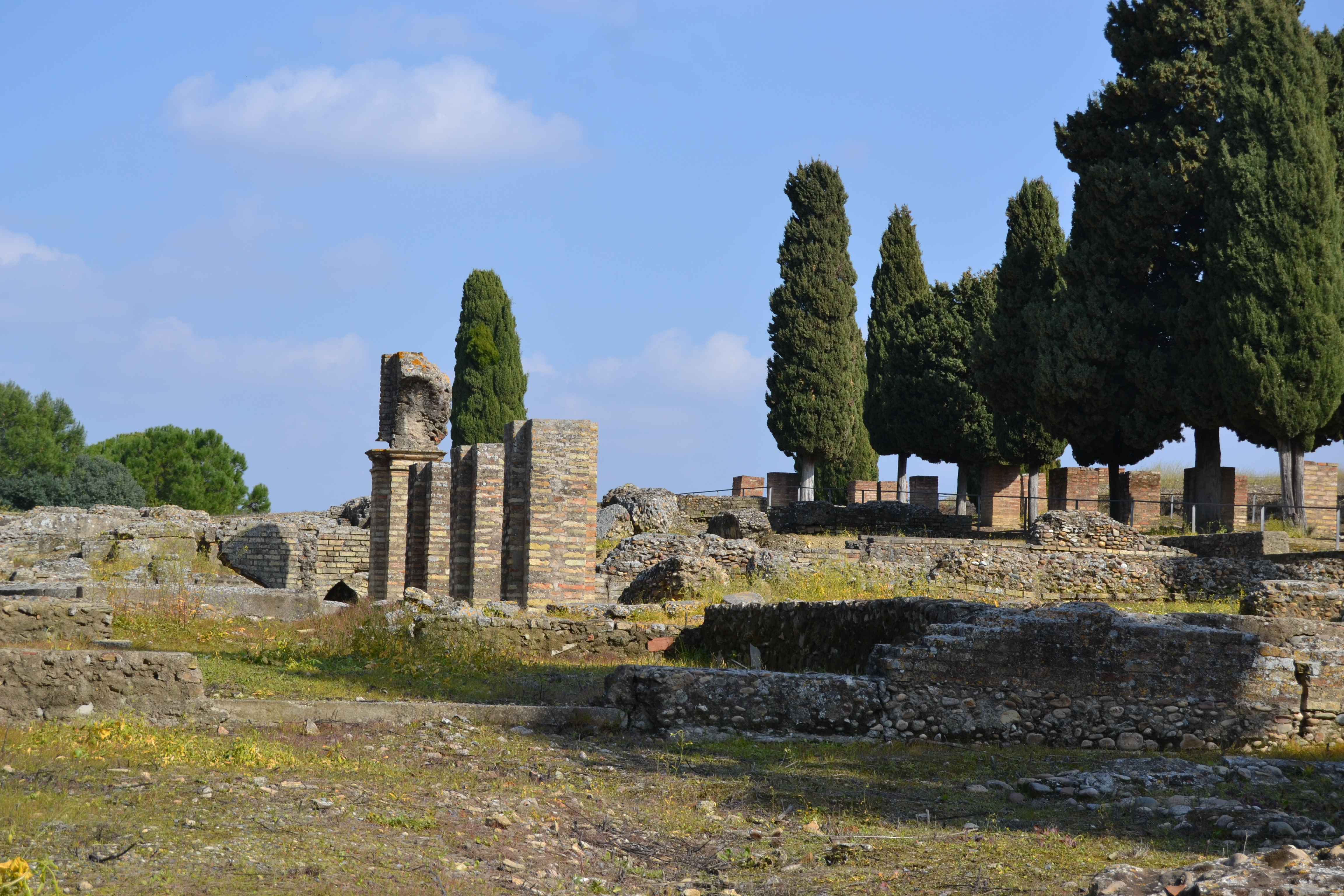
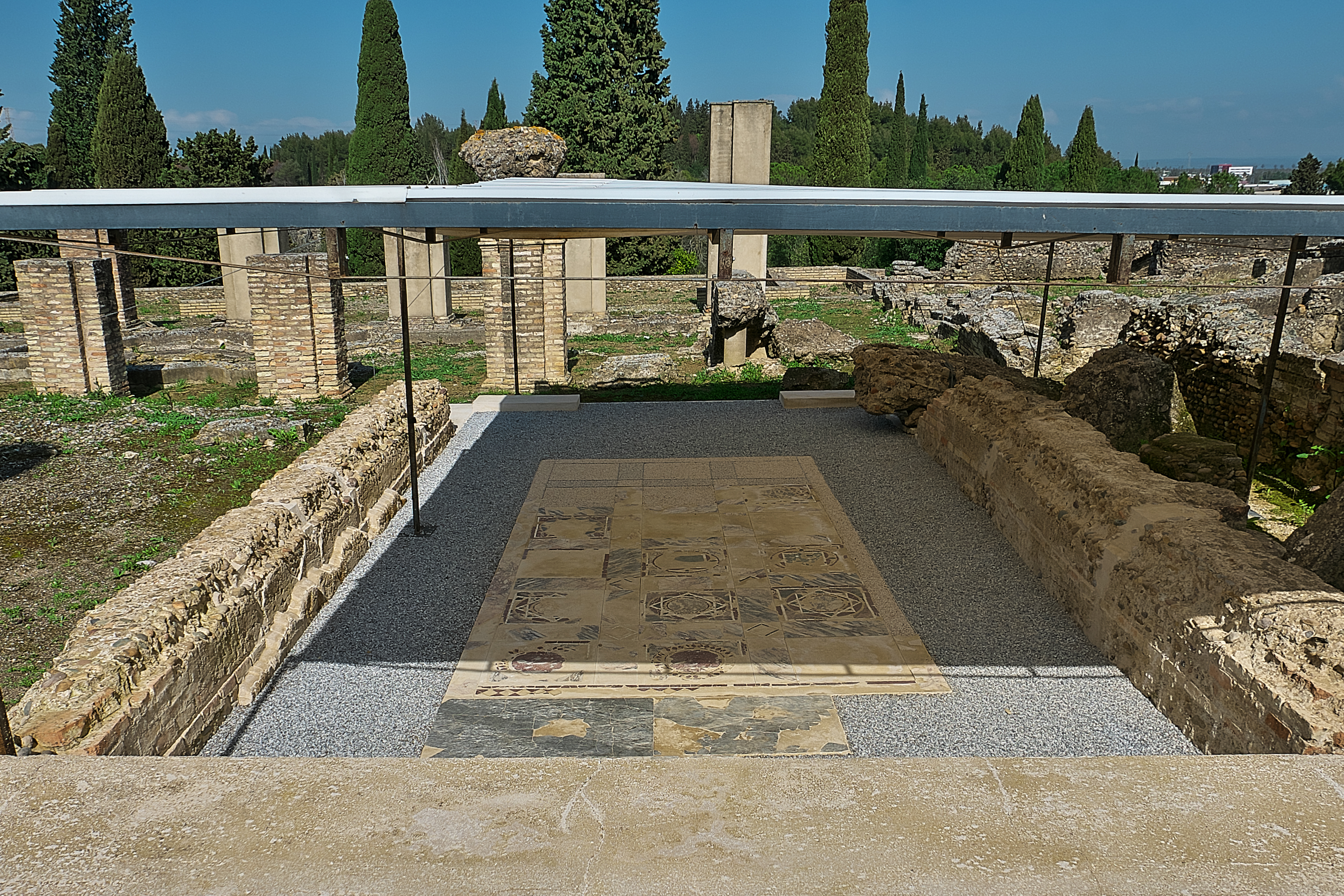
فسيفساء